# Box la Jocurile Olimpice de vară din 1908
Competiția de box de la Jocurile Olimpice de vară din 1908 s-a desfășurat pe data de 27 octombrie 1908, la Londra în Marea Britanie. Au fost 5 probe sportive, în care au participat 42 concurenți din 4 țări: Australasia, Danemarca, Franța și Marea Britanie.

## Podium
| Categorie     | Aur                   | Argint                  | Bronz                 |
| 52,6 kg       | Henry Thomas (GBR)    | John Condon (GBR)       | William Webb (GBR)    |
| 57,2 kg       | Richard Gunn (GBR)    | Charles Morris (GBR)    | Hugh Roddin (GBR)     |
| 63,5 kg       | Frederick Grace (GBR) | Frederick Spiller (GBR) | Harry Johnson (GBR)   |
| 71,7 kg       | Johnny Douglas (GBR)  | Reginald Baker (ANZ)    | William Philo (GBR)   |
| peste 71,7 kg | Albert Oldman (GBR)   | Sydney Evans (GBR)      | Frederick Parks (GBR) |

## Clasament medalii
| Loc | Țară           | Aur | Argint | Bronz | Total |
| 1   | Marea Britanie | 5   | 4      | 5     | 14    |
| 2   | Australasia    | 0   | 1      | 0     | 1     |